# 小行星1244
小行星1244（1244 Deira）是一颗绕太阳运转的小行星，为主小行星带小行星。该小行星于1932年5月25日发现。
該小行星以德伊勒命名。

## 轨道参数
小行星1244的轨道半长轴为2.3430347 UA，离心率为0.098。